# Asgáta
Asgáta (grec moderne : Ασγάτα) est un village chypriote située dans le district de Limassol et comptant plus de 417 habitants.